# Régusse
Régusse est une commune française située dans le département du Var, en région Provence-Alpes-Côte d'Azur.

## Géographie

### Localisation
La commune est située à 3 km de Moissac-Bellevue, à 7 km d’Aups et de Montmeyan et à 12 km du lac de Sainte-Croix.

### Hameaux et lieux-dits
Le hameau de Saint-Jean, au nord de la commune, s’est développé autour de la chapelle éponyme à partir des années 1980 pour repeupler la commune, qui avait fortement souffert de l’exode rural.

### Géologie et relief
La commune est intégrée dans le parc naturel régional du Verdon, à proximité du lac de Sainte-Croix.
Régusse occupe un mamelon rocheux au cœur de son territoire, entre la plaine fertile et les collines boisées, en particulier de chênes pubescents avec les forêts de Saint-Jean et de Pélenc.

### Voies de communications et transports

#### Voies routières
La commune est traversée par la départementale D 9 entre Aups et Montmeyan.

#### Transports en commun
- Transport en Provence-Alpes-Côte d'Azur

Outre les transports scolaires les communes sont desservies par plusieurs lignes de transport en commun.
En effet les collectivités territoriales ont mis en œuvre un « service de transports à la demande » (TAD), réseau régional Zou !.
Les lignes interurbaines :
- Lignes de transports Zou ! La Région Sud est la collectivité compétente en matière de transports non urbains, en application de la loi NOTRe (Nouvelle Organisation Territoriale de la République).

### Sismicité
Il existe trois zones de sismicité dans le Var : 
Zone 0Risque négligeable. C’est le cas de bon nombre de communes du littoral varois, ainsi que d’une partie des communes du centre Var. Malgré tout, ces communes ne sont pas à l’abri d’un effet tsunami, lié à un séisme en mer ;
Zone IaRisque très faible. Concerne essentiellement les communes comprises dans une bande allant de la montagne Sainte-Victoire au massif de l'Esterel ;
Zone IbRisque faible. Ce risque, le plus élevé du département mais qui n’est pas le plus haut de l’évaluation nationale, concerne 21 communes du nord du département.
La commune de Régusse est en zone sismique de très faible risque Ia.

### Hydrographie et les eaux souterraines
Cours d'eau sur la commune ou à son aval :
- rivière le Verdon,
- ruisseau le Beau Rivé,
- ravin d'Enriou,
- vallon de Redot[5].

### Climat
Pour des articles plus généraux, voir Climat de Provence-Alpes-Côte d'Azur et Climat du Var.
En 2010, le climat de la commune est de type climat méditerranéen altéré, selon une étude du Centre national de la recherche scientifique s'appuyant sur une série de données couvrant la période 1971-2000. En 2020, Météo-France publie une typologie des climats de la France métropolitaine dans laquelle la commune est exposée à un climat méditerranéen et est dans la région climatique  Provence, Languedoc-Roussillon, caractérisée par une pluviométrie faible en été, un très bon ensoleillement (2 600 h/an), un été chaud (21,5 °C), un air très sec en été, sec en toutes saisons, des vents forts (fréquence de 40 à 50 % de vents > 5 m/s) et peu de brouillards. 
Pour la période 1971-2000, la température annuelle moyenne est de 12,4 °C, avec une amplitude thermique annuelle de 16,4 °C. Le cumul annuel moyen de précipitations est de 780 mm, avec 6,5 jours de précipitations en janvier et 3,1 jours en juillet. Pour la période 1991-2020, la température moyenne annuelle observée sur la station météorologique installée sur la commune est de 13,5 °C et le cumul annuel moyen de précipitations est de 717,9 mm. 
La température maximale relevée sur cette station est de 40,9 °C, atteinte le 28 juin 2019 ; la température minimale est de −10,3 °C, atteinte le 13 février 2012,,. 
| Mois                                  | jan.          | fév.           | mars          | avril         | mai           | juin          | jui.          | août          | sep.          | oct.          | nov.          | déc.          | année      |
| ------------------------------------- | ------------- | -------------- | ------------- | ------------- | ------------- | ------------- | ------------- | ------------- | ------------- | ------------- | ------------- | ------------- | ---------- |
| Température minimale moyenne (°C)     | 1,3           | 1,1            | 3,5           | 6,4           | 9,8           | 13,4          | 15,4          | 15,4          | 12,3          | 9,2           | 4,8           | 2             | 7,9        |
| Température moyenne (°C)              | 5,5           | 6,1            | 9,1           | 12            | 15,9          | 20,2          | 22,8          | 22,7          | 18,5          | 14,3          | 9,1           | 6,1           | 13,5       |
| Température maximale moyenne (°C)     | 9,8           | 11,2           | 14,6          | 17,7          | 21,9          | 27            | 30,2          | 29,9          | 24,8          | 19,3          | 13,4          | 10,2          | 19,2       |
| Record de froid (°C) date du record   | −8,5 26.01.05 | −10,3 13.02.12 | −6,4 02.03.05 | −3 14.04.1998 | 1,1 07.05.19  | 5,1 01.06.11  | 8,2 16.07.01  | 8,8 31.08.20  | 3,2 27.09.10  | −1,6 28.10.12 | −5,5 27.11.10 | −9,1 30.12.05 | −10,3 2012 |
| Record de chaleur (°C) date du record | 22,9 28.01.08 | 22,4 03.02.20  | 26,2 21.03.02 | 27,8 09.04.11 | 32,2 28.05.06 | 40,9 28.06.19 | 37,5 18.07.23 | 38,6 25.08.00 | 33,1 04.09.16 | 31,2 12.10.11 | 21,5 14.11.23 | 21,4 30.12.21 | 40,9 2019  |
| Précipitations (mm)                   | 46,9          | 43,6           | 43,5          | 65,5          | 73,6          | 49,4          | 23,3          | 42,1          | 59,9          | 90,7          | 112,6         | 66,8          | 717,9      |

| Diagramme climatique                                  |             |             |             |             |            |              |              |              |             |              |           |
| J                                                     | F           | M           | A           | M           | J          | J            | A            | S            | O           | N            | D         |
| 9,81,346,9                                            | 11,21,143,6 | 14,63,543,5 | 17,76,465,5 | 21,99,873,6 | 2713,449,4 | 30,215,423,3 | 29,915,442,1 | 24,812,359,9 | 19,39,290,7 | 13,44,8112,6 | 10,2266,8 |
| Moyennes : • Temp. maxi et mini °C • Précipitation mm |             |             |             |             |            |              |              |              |             |              |           |

Les paramètres climatiques de la commune ont été estimés pour le milieu du siècle (2041-2070) selon différents scénarios d'émission de gaz à effet de serre à partir des nouvelles projections climatiques de référence DRIAS-2020. Ils sont consultables sur un site dédié publié par Météo-France en novembre 2022.

## Toponymie
Régusse s'écrit Regusso en provençal de norme mistralienne.[réf. nécessaire]

## Histoire
Les Romains se sont implantés sur un site celto-ligure bâti sur un mamelon rocheux nommé Regussia.
À la suite des troubles occasionnés par les guerres de Religion, le village est déserté puis repeuplé en 1580 par des Hongrois. Gaspard de Grimaud achète la seigneurie en 1613 et la fait ériger en marquisat par des lettres patentes données à Paris en novembre 1649. Son petit-fils Charles de Grimaud, président au parlement de Provence en 1643, commence à porter le patronyme de Grimaldi,.
L'artère principale du village, le cours Gariel, tire son nom d'un opposant de Napoléon III qui suivit Victor Hugo pendant de longues années dans son exil à Guernesey.
En 1840, Villeneuve (dit Villeneuve-Coutelas) est supprimée de la liste des communes et est rattachée à Régusse. Le hameau transfère la cloche de sa chapelle à l’église Saint-Laurent de Régusse en 1875.

### Les Templiers et les Hospitaliers
Régusse est une ancienne possession de l’ordre du Temple dépendant de la commanderie de Saint-Maurice. En 1274, fief des Templiers, puis en 1309 rattachée au domaine royal, la seigneurie est cédée en 1319 à l'ordre de Saint-Jean de Jérusalem. En 1322, elle fait partie des terres échangées (comme Montmeyan, Gréoux-les-Bains et Saint-Julien-le-Montagnier) à Arnaud de Trians contre son comté d’Aliffe [réf. nécessaire]. Par mariage, la seigneurie passe aux Castellane qui ont revendu en 1564, à César-Antoine d’Albert,.

## Blasonnement
Le blason est celui de la famille de Grimaldi-Régusse ; cette terre fut en effet érigée en marquisat en faveur de Gaspard de Grimaud,.
|  | Les armoiries de Régusse se blasonnent ainsi : Losangé d’argent et de gueules. Devise : Deo juvante |

## Politique et administration
| Période                                  | Période               | Identité                | Étiquette | Qualité |
| ---------------------------------------- | --------------------- | ----------------------- | --------- | --- |
| 1790                                     | 1792                  | Paul-Jean Jean          |           | Tailleur d'habits                                                                                              |
| 1792                                     | 1808                  | Jean-Baptiste Dauphin   |           | Notaire |
| 1808                                     | 1816                  | Grégoire Jean           |           | Notaire |
| 1816                                     | 1818                  | Jean-Baptiste Dauphin   |           | Notaire |
| 1818                                     | 1830                  | Hypolite-Maxime Agnès   |           | Architecte |
| 1830                                     | 1831                  | Grégoire Jean           |           | Notaire |
| 1831                                     | 1838                  | César-Émile Rigordy     |           | Propriétaire                                                                                                   |
| 1838                                     | 1842                  | Charles Gabriel         |           | Ancien juge de paix                                                                                            |
| 1842                                     | 1847                  | Jean-Baptiste Bagarry   |           | Fabricant de drap                                                                                              |
| 1847                                     | 1847                  | Basile Bérenguier       |           | Négociant |
| 1848                                     | 1848                  | Toussaint Rigordy       |           | Propriétaire                                                                                                   |
| 1848                                     | 1852                  | Célestin Gariel         |           | Notaire |
| 1852                                     | 1852                  | Marc-Étienne Bérenguier |           | Propriétaire                                                                                                   |
| 1852                                     | 1854                  | Toussaint Rigordy       |           | Propriétaire                                                                                                   |
| 1854                                     | 1860                  | Marc-Étienne Bérenguier |           | Propriétaire                                                                                                   |
| 1860                                     | 1883                  | Célestin Gariel         |           | Notaire |
| 1883                                     | 1895                  | Alexandre Gariel        |           | Homme de lettres                                                                                               |
| 1895                                     |                       | Henri Gariel            |           | Propriétaire                                                                                                   |
| Les données manquantes sont à compléter. |                       |                         |           | |
| ?                                        | ?                     | Raymond Truc            |           | |
| 1993                                     | mars 2008             | René Roux               | DVD       | |
| mars 2008                                | juin 2010 (démission) | Stéphane Poisson        | DVD       | Releveur au service des eaux                                                                                   |
| juillet 2010                             | octobre 2020          | Anne Houy               | DVD       | Retraitée de la ville de Marseille, ancienne 1re adjointe 3e vice-présidente de la CC Lacs et Gorges du Verdon |
| 16 octobre 2020                          | En cours              | Renée Jeanneret         | SE        | Professeure d'espagnol et directrice de formation                                                              |

## Population et société

### Démographie

#### Évolution démographique
L'évolution du nombre d'habitants est connue à travers les recensements de la population effectués dans la commune depuis 1793. Pour les communes de moins de 10 000 habitants, une enquête de recensement portant sur toute la population est réalisée tous les cinq ans, les populations de référence des années intermédiaires étant quant à elles estimées par interpolation ou extrapolation. Pour la commune, le premier recensement exhaustif entrant dans le cadre du nouveau dispositif a été réalisé en 2006.

En 2022, la commune comptait 2 403 habitants, en évolution de −8,11 % par rapport à 2016 (Var : +4,98 %, France hors Mayotte : +2,11 %).
| 1793 | 1800 | 1806 | 1821 | 1831 | 1836 | 1841 | 1846 | 1851 |
| ---- | ---- | ---- | ---- | ---- | ---- | ---- | ---- | ---- |
| 646  | 647  | 632  | 688  | 623  | 656  | 740  | 732  | 720  |

| 1856 | 1861 | 1866 | 1872 | 1876 | 1881 | 1886 | 1891 | 1896 |
| ---- | ---- | ---- | ---- | ---- | ---- | ---- | ---- | ---- |
| 670  | 679  | 686  | 676  | 670  | 632  | 603  | 601  | 573  |

| 1901 | 1906 | 1911 | 1921 | 1926 | 1931 | 1936 | 1946 | 1954 |
| ---- | ---- | ---- | ---- | ---- | ---- | ---- | ---- | ---- |
| 525  | 511  | 452  | 425  | 364  | 343  | 291  | 300  | 276  |

| 1962 | 1968 | 1975 | 1982 | 1990 | 1999  | 2006  | 2011  | 2016  |
| ---- | ---- | ---- | ---- | ---- | ----- | ----- | ----- | ----- |
| 207  | 272  | 326  | 482  | 820  | 1 137 | 1 707 | 2 244 | 2 615 |

| 2021  | 2022  | - | - | - | - | - | - | - |
| ----- | ----- | - | - | - | - | - | - | - |
| 2 483 | 2 403 | - | - | - | - | - | - | - |

### Enseignement
Établissements d'enseignements :
- Écoles maternelle et primaire,
- Collège à Aups,
- Lycée à Lorgues.

### Santé
Professionnels et établissement de santé :
- Médecins à Régusse, Aups,
- Dentiste  à Régusse, Aups, Cotignac,
- Masseur-kinésithérapeute à Aups, Quinson, Cotignac,
- Pharmacie à Régusse[33], Aups, Cotignac, Salernes,
- La communauté de communes dispose, à Aups, d'une maison de santé pluriprofessionnelle (médecine générale, médecine spécialisée, paramédical, soins infirmiers), ainsi qu'un lieu ressource "social et solidaire"[34].
- L'hôpital le plus proche est le Centre hospitalier de la Dracénie qui se trouve à Draguignan, à 37 km[35],[36]. Il dispose d'équipes médicales dans la plupart des spécialités[37] : pôles médico-technique ; santé mentale ; cancérologie ; gériatrie ; femme-mère-enfant ; médecine-urgences ; interventionnel.
- Le Centre hospitalier de Digne-les-Bains se trouve à 76 km.

### Cultes
Culte catholique, paroisse Saint-Laurent, diocèse de Fréjus-Toulon.

### Budget et fiscalité
Les comptes 2011 à 2020 de la commune s’établissent comme suit, :
| Postes                                           | 2011    | 2012    | 2013    | 2014    | 2015    | 2016    | 2017    | 2018    | 2019    | 2020    |
| ------------------------------------------------ | ------- | ------- | ------- | ------- | ------- | ------- | ------- | ------- | ------- | ------- |
| Produits de fonctionnement                       | 2 502 € | 2 557 € | 2 682 € | 2 421 € | 2 255 € | 2 296 € | 2 270 € | 2 396 € | 2 323 € | 2 403 € |
| Charges de fonctionnement                        | 2 268 € | 2 354 € | 2 354 € | 2 214 € | 2 170 € | 2 113 € | 2 291 € | 2 138 € | 2 229 € | 2 035 € |
| Ressources d’investissement                      | 512 €   | 408 €   | 1 640 € | 718 €   | 612 €   | 1 331 € | 1 272 € | 407 €   | 795 €   | 549 €   |
| Emplois d’investissement                         | 578 €   | 949 €   | 1 650 € | 779 €   | 607 €   | 1 850 € | 914 €   | 676 €   | 569 €   | 658 €   |
| Dette                                            | 619 €   | 581 €   | 1 635 € | 1 518 € | 1 398 € | 2 002 € | 2 259 € | 2 092 € | 1 948 € | 1 803 € |
| Source : Ministère de l’Économie et des Finances |         |         |         |         |         |         |         |         |         |         |

Fiscalité 2020
- Taux d’imposition taxe d’habitation : 17,84 %
- Taxe foncière sur propriétés bâties : 10,88 %
- Taxe foncière sur les propriétés non bâties : 60,72 %
- Taxe additionnelle à la taxe foncière sur les propriétés non bâties : 0,00 %
- Cotisation foncière des entreprises : 0 %
- Montant total des dettes dues par la commune : 1 803 000 euros, soit 686,00 euros par habitant

Chiffres clés Revenus et pauvreté des ménages en 2018 : Médiane en 2018 du revenu disponible,  par unité de consommation : 20 270 €.

## Économie

### Entreprises et commerces

#### Agriculture
- Exploitants agricoles
- Culture et élevage associés.

#### Tourisme
- Restaurants, bars[43].
- Gîtes de France[44].

#### Commerces
- Commerces de proximité[45].
- Marché provençal tous les dimanches matin et marché nocturne en juillet et août tous les mercredis soir.

## Urbanisme

### Typologie
Au 1er janvier 2024, Régusse est catégorisée bourg rural, selon la nouvelle grille communale de densité à sept niveaux définie par l'Insee en 2022.
Elle appartient à l'unité urbaine de Régusse, une agglomération intra-départementale regroupant deux  communes, dont elle est ville-centre,,. La commune est en outre hors attraction des villes,.

### Occupation des sols
L'occupation des sols de la commune, telle qu'elle ressort de la base de données européenne d’occupation biophysique des sols Corine Land Cover (CLC), est marquée par l'importance des forêts et milieux semi-naturels (70,6 % en 2018), en diminution par rapport à 1990 (73,8 %). La répartition détaillée en 2018 est la suivante : 
forêts (64,4 %), terres arables (12,4 %), zones urbanisées (12 %), milieux à végétation arbustive et/ou herbacée (6,2 %), zones agricoles hétérogènes (5 %). L'évolution de l’occupation des sols de la commune et de ses infrastructures peut être observée sur les différentes représentations cartographiques du territoire : la carte de Cassini (XVIIIe siècle), la carte d'état-major (1820-1866) et les cartes ou photos aériennes de l'IGN pour la période actuelle (1950 à aujourd'hui).

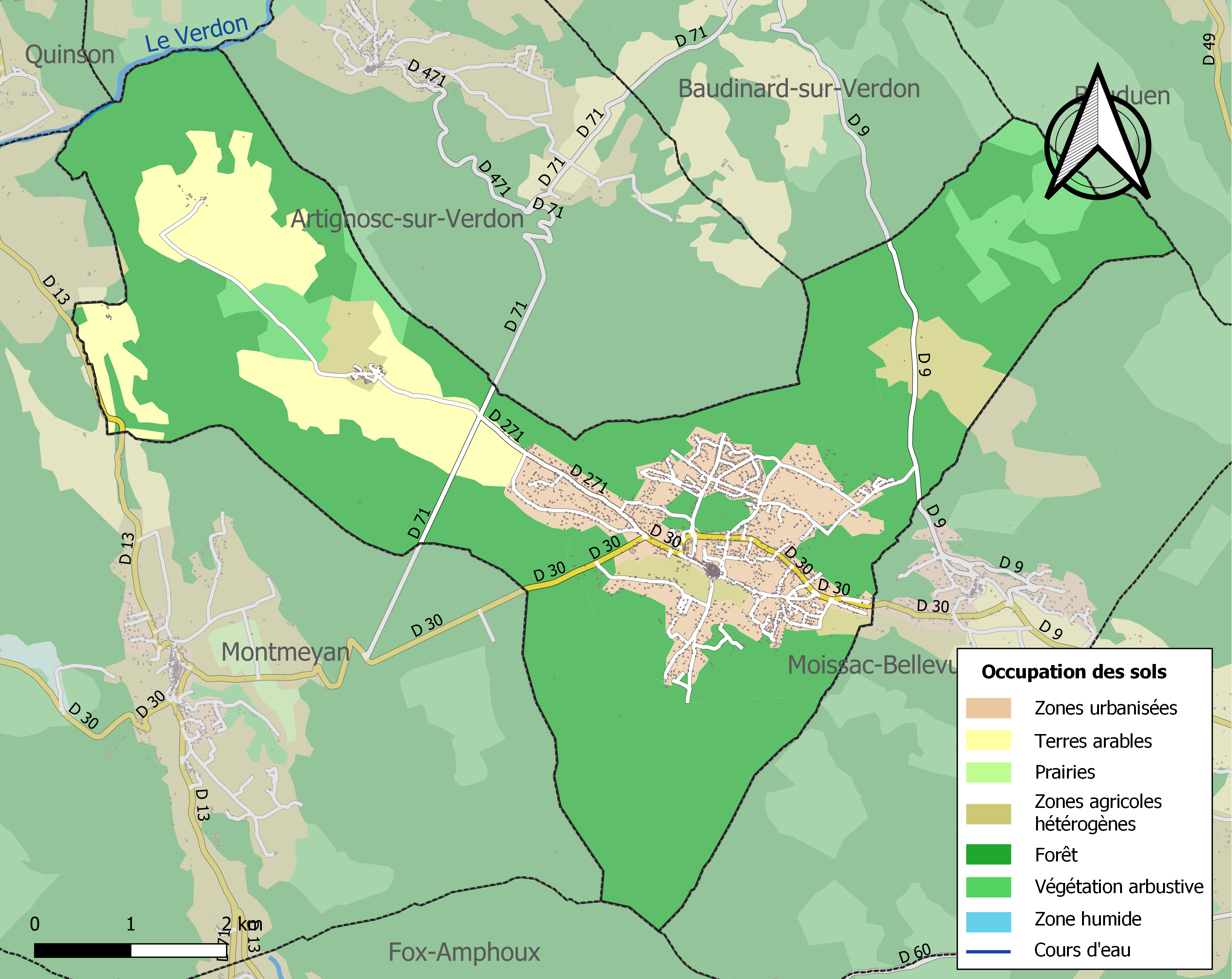
Carte des infrastructures et de l'occupation des sols de la commune en 2018 (CLC).

### Intercommunalité
La communauté de communes « Lacs et Gorges du haut-Verdon (LGV) » constituée initialement de 11 communes (Aiguines ; Artignosc-sur-Verdon ; Aups ; Baudinard-sur-Verdon ; Bauduen ; Moissac-Bellevue ; Les Salles-sur-Verdon ; Régusse ; Tourtour ; Vérignon ; Villecroze) comprend désormais 16 communes après intégration de 5 communes supplémentaires au 1er janvier 2017 : Trigance, Le Bourguet, Brenon, Châteauvieux et La Martre,.
Son président en exercice est Rolland Balbis (maire de Villecroze). Ont été élus vice-présidents : 
- Mme Raymonde Carletti (maire de La Martre) 1er vice-présidente, chargée de l'administration générales et des finances ;
- M. Antoine Faure (maire d'Aups) 2e vice-président, chargé de l'aménagement du territoire (Scot) et de la transition énergétique ;
- M. Charles-Antoine Mordelet 3e vice-président (maire d'Aiguines), chargé du tourisme et de l'itinérance ;
- M. Fabien Brieugne 4e vice-président (maire de Tourtour), chargé de l'agriculture, de la fibre et numérique et du Développement Economique ;
- M. Pierre Constant 5e vice-président (commune de Villecroze), chargé de l'action sociale, de la petite enfance et de l'espace France Service[57] ;
- M. Serge Constans 6e vice-président (maire d'Artignosc-sur-Verdon), chargé des travaux, du GEMAPI, de la gestion de la forêt et du PIDAF, de la flotte automobile et l'entretien du patrimoine bâti de la CCLGV.

La communauté de communes Lacs et Gorges du Verdon compte désormais 34 représentants + 12 suppléants pour 16 communes membres.

## Lieux et monuments
Le patrimoine civil
- La Commanderie de Saint-Maurice, l'une des cinq commanderies templières du Var[58].

Bastide de Saint-Vincent, membre de la commanderie.

- Les moulins à vent[60] : ces moulins datent des XIIe et XIIIe siècles[61],[62]. Restaurés en 1995, l’un est devenu un musée d’outils agraires, l’autre produit encore de la farine[63],[64].

- Le Musée de la mémoire et du souvenir[65].
- Les deux tours de l’ancien château de Grimaldi[66].
- Tour de l'horloge[67].
- Dolmen du Jas de Mèze[68].
- Ancien canal du Verdon.

Le patrimoine religieux
- La chapelle Notre-Dame-de-la-Miséricorde : appelée aussi la chapelle du Presbytère, elle est signalée dès 1642. Elle servait de lieu à une confrérie de pénitents blancs[69]. Aujourd’hui elle est devenue un musée, La Maison du Combattant[70].
- La chapelle Saint-Jean d’Albert[71].
- L’église Saint-Laurent est érigée en 1676[72],[73],[74],[75].
- Monument aux morts[76],[77].

## Œuvres artistiques et événements
- Les moulins de Régusse ont fait l'objet de tournages pour la série Draculi & Gandolfi de Guillaume Sanjorge[78].

### Bibliographie

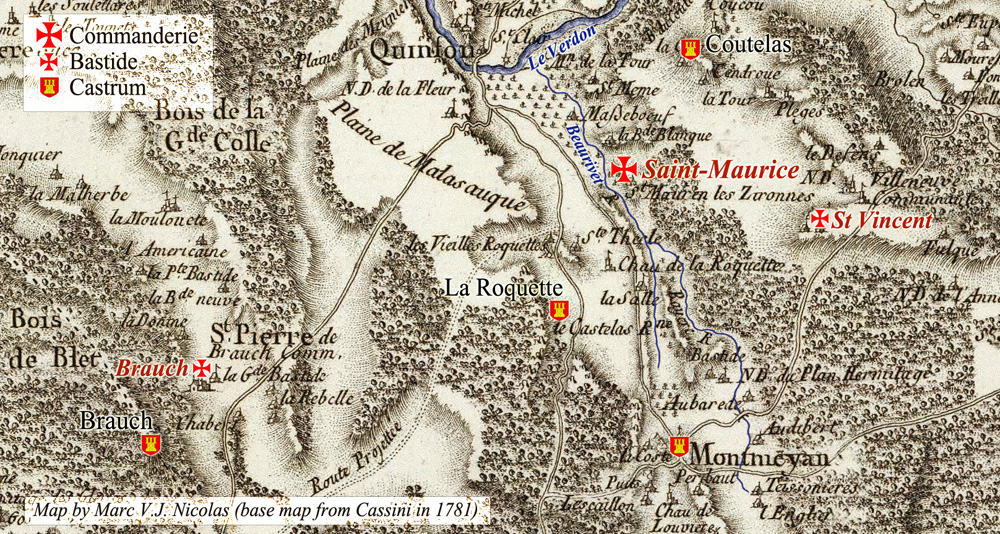
Plan de la commanderie de Saint-Maurice.

## Personnalités liées à la commune
- Alexandre Gariel, maire de Régusse, participa à l'insurrection varoise[79]. Emprisonné et déporté pour son opposition au régime de Napoléon III il devint le fidèle compagnon d'exil de Victor Hugo[80].